# Arte dei Medici e Speziali (Siena)
L'Arte dei Medici e Speziali era una delle Corporazioni delle arti e mestieri della Repubblica di Siena.

## Storia
L'esistenza di esperti speziali è datata senza soluzione di continuità nel territorio senese dall'epoca romana passando all'alto medioevo, grazie alla sapienza tramandata dagli speziali conventuali attraverso i periodi più problematici tra il trapasso dell'Impero romano e la rinascita europea durante i secoli successivi. L'arte speziale venne quindi tramandata da quelli che divennero i potenti monasteri ed abbazie in fervido sviluppo lungo i percorsi di pellegrinaggio e che, tradizionalmente, hanno portato avanti la loro attività fino all'epoca contemporanea.
Il punto focale fu però la presenza a Siena dell'Ospedale Santa Maria della Scala, documentata nell'XI secolo ma certamente esistente già a cavallo dell'anno 1000, con al suo interno il Collegio dei Medici ed una spezieria organizzata, segnala la pratica di un'assistenza sanitaria razionale e quindi di conoscenze farmaco-chimiche. La struttura sorse grazie al continuo passaggio di una molteplicità di figure (crociati, pellegrini, mercanti, etc) in movimento lungo le Vie romee (come la via Francigena) che, provenienti da tutta Europa durante il Medioevo, trovarono in Siena una delle tappe più importanti, in quanto sicura e capace di fornire servizi avanzati, dei loro itinerari.
I viandanti a Siena potevano trovare infatti ricovero, pasti ed assistenza medica, certo al tempo non facili da reperire in maniera organizzata, siti all'interno di una città in forte ascesa ed espansione a tutti i livelli. L'aumentare dell'affluenza e della richiesta di servizi, insieme alla contaminazione culturale provocata dalla circolazione di genti di tutto il continente, fornì inoltre da stimolo per lo sviluppo di studio, conoscenze ed offerta.
Di conseguenza acquisì sempre maggior importanza la formazione scientifica, con l'organizzazione delle prime attività didattiche per medici e speziali, il cui Collegio nel XII secolo darà vita, insieme a giuristi e grammatici, a quello Studium senarum che sarà progenitore dell'Università degli Studi di Siena.
L'Arte dei Medici e Speziali sorse a Siena durante il XIII secolo, nello stesso periodo in cui si organizzarono in molti altri Liberi Comuni. In questo periodo già si segnala una fervida attività commerciali ed ottimi rapporti con l'estero, specialmente con la corporazione corrispondente della Repubblica di Lucca. Dopo la vittoriosa Battaglia di Montaperti e la sigla della solenne Lega di Siena, alleanza ghibellina conseguente, i traffici aumentroano a dismisura, andando a concentrarsi sempre più sul porto di Talamone, più piccolo ma più sicuro e vicino di quello della Repubblica di Pisa.
Fu solo dopo la soppressione delle corporazioni, avvenuta nel 1770 per decreto del granduca Leopoldo, che vennero inserite nei controlli anche le spezierie conventuali (5 agosto 1776), tra le quali vi erano Santa Marta, San Niccolò del Carmine, Santa Maria Maddalena e Santa Petronilla in città e l'Abbazia di Monte Oliveto Maggiore nei pressi di Asciano. È solo grazie a questi controlli, sebbene fastidiosi e costosi per i conduttori delle botteghe, che abbiamo un quadro dettagliato della situazione. Ad esempio sappiamo che nel 1782 erano presenti a Siena 17 botteghe private e 4 spezierie conventuali (quelle elencate in precedenza), che solitamente impiegavano poco personale: di norma solo lo speziale ed il garzone, ma che possedevano strumentazione d'avanguardia per l'epoca ed erano in grado di creare i preparati più avanzati allora inventati.

## Organizzazione interna
Gli speziali andarono a stabilirsi principalmente nella Contrada della Pantera.
Al 1355 risale il primo statuto a noi pervenuto, chiamato Breve degli Speziali, riguardante la deontologia, l'attività commerciale e l'organizzazione interna di quest'Arte. In esso si stabilisce che la corporazione fosse amministrata, con cariche di durata semestrale e riunioni frequenti, da un Consiglio composto da tre Rettori, un Camerlengo e tre consiglieri, la cui elezione avveniva - secondo una tradizione diffusa nelle istituzioni senesi - con un misto di meritocrazia, selezione e sorte: a dicembre e giugno i rettori facevano radunare in assemblea generale i Maestri Medici e Speziali in un luogo da loro deciso, presiedendo l'elezione di nove uomini, tre per ogni terziere della città; tra questi ne sarebbero stati estratti a sorte tre, che avrebbero proposto sei uomini come prossimi rettori e due come camerlenghi, operando poi la selezione finale con un'estrazione a boci segrete. Gli esclusi da quest'ultima selezione sarebbero stati invece nominati consiglieri.
Lo Statuto stabilisce anche, tra l'altro, che coloro che volessero esercitare la professione di Maestro speziale, detti anche conduttori di spezieria, dovessero essere esaminati e giudicati da una commissione composta dal Consiglio dell'Arte, coadiuvato nella circostanza da tre medici. In caso di responso positivo seguiva un giuramento. Requisito principale per poter essere iscritti all'Arte era il possesso della cittadinanza senese, nonché di "saper esercitare bene e legalmente la professione", inoltre per essere Maestro speziale era obbligatorio condurre una butigha di speziaria.
Erano stabilite regole di buonsenso, il rispetto dell'etica, ma anche dure sanzioni pecuniarie per quei medici e speziali che non avessero ottemperato ai loro obblighi, considerati sentitamente di utilità pubblica. Era perciò fatto obbligo agli appartenenti a quest'Arte di dare consiglio quando richiesto, non imbrogliare, preparare con coscienza i prodotti e via discorrendo, nonché di sottoporsi a controlli periodici o straordinari da parte di cerchatori posti agli ordini dei Rettori. Questi controlli, che inizialmente riguardavano soprattutto l'aspetto commerciale e la correttezza dell'attività di vendita, andarono - principalmente a partire dal XVII secolo ad indagare sull'aspetto sanitario (preparazione, conservazione, pulizia, etc).
Nel Breve erano inoltre presenti anche disposizioni precise - evolutesi chiaramente nel tempo - per quanto riguarda orari e giorni di lavoro: le botteghe aprivano al suono della campana in aurora diei e chiudevano a quello del vespro, mentre i giorni di chiusura erano stabiliti nelle domeniche e nelle feste chomandate (57 in tutto l'anno). Solo per soccorrere gravi malati si poteva aprire in orari non consoni..
Nel 1370, regnante a Palazzo Pubblico il Governo dei Nove, a Siena erano presenti 18 Capi Maestri iscritti nel Terzo di Città, 10 nel Terzo di San Martino e 20 nel Terzo di Camollia, per un totale di circa cinquanta botteghe.
Nel 1457 vennero obbligati gli speziali ad aprire le botteghe tutti i giorni, a causa della frequente mancanza di medicine pronte nelle spezierie aperte di turno.
Più tardi, in piena epoca medicea si ebbero alcune riforme importanti: nel 1706 venne impartito l'obbligo, per poter esercitare la sola vendita di prodotti di spezieria, di essere prima ammessi all'Arte stessa, aver frequentato tre anni di lezioni presso lo Studium ed aver superato positivamente gli esami relativi. Venne inoltre istituita la figura del Protomedico, il quale dirigeva i gruppi di medici e speziali preposti ai controlli delle botteghe, comprese quella del Santa Maria della Scala e quelle foranee, ossia site nel contado.
Gli speziali avevano conoscenze riguardo ai medicamenti semplici (di derivazione minerale, vegetale ed animale), alle loro proprietà organolettiche e terapeutiche; alla raccolta, conservazione e preparazione degli stessi; alla capacità di mescolarli per ottenere medicinali complessi, conservarli e somministrarli.
Nelle botteghe degli speziali, oltre ai medicamenti preparati, venivano vendute anche vari altri prodotti: erbe e spezie di base, per gli esperti che volessero preparare di persona i medicamenti, ma anche per cuochi e tutti coloro che necessitassero di spezie per la preparazione (o la conservazione) di determinati tipi di alimenti e pietanze, come ad esempio tipici dolci senesi ricchi di spezie, come i cavallucci o il panforte. Venivano inoltre venduti profumi, essenze e persino colori per i professionisti dell'Arte dei Tintori o per i pittori; cera per candele, sapone, spago, carta da scrivere ed inchiostro. Dalla varietà di prodotti venduti e dalla loro - per l'epoca - ricercatezza, derivava una notevole prosperità economica per gli appartenenti a quest'Arte.

### Prodotti venduti
Di seguito i più importanti tra le erbe e spezie vendute nelle botteghe dei Maestri dell'Arte dei Medici e Speziali di Siena nel XIII e XIV secolo:
- pepe (Piper nigrum)
- zafferano (Crocus sativus)
- cannella (Cinnamomum zeylanicum. prima del sec XIII con questo nome si indica Cinnamomum Cassia)
- noce moscata (Myristica fragrans - importata dalle Indie Occidentali. sebbene riportata in molti ricettari in realtà non vi sono prove di una diffusione significativa in Europa prima del 1572)
- garofano (Eugenia caryophyllata)
- comino (Cuminum cyminum)
- sena (Sena italica ?)
- cassia (Cassia fistula)
- zucchero (Saccharum officinarum)
- zenzero o zenzovo (Zingiber officinale)
- galanga (Alpinia officinarum)
- dittamo cretico (Origanum dictamus)
- basilico (Ocymum basilicum - nel medioevo se ne conosceva solo la varietà a foglie piccole)
- sandalo (Santalum album)
- solatro (Solanum nigrum)
- semprevivo (Sempervivum tectorum)
- portulaca (Portulaca oleracea)
- anice verde (Pimpinella anisum)
- aloe (Aloe socotrina)
- riso (Oryza sativa)
- gomma adragante (resina di Astragalus verus)
- senapa (Brassica nigra)
- viscovo o vescovo (Viscum album)
- dissaco (Dipsacum fullonum (le radici usate come diuretico)

Di seguito erbe e sostanze per la produzione di colori e tinture e conciatura del pellame:
Oricella o Rucella (licheni (Roccella, Lecanora, Variolaria)
- Indaco (Indigofera disperma, Indigofera argentea, Indigofera tinctoria)
- guado o glasto (Isatis tinctoria)
- verzino (Caesalpina sappan)
- grania di Kermes (femmine di Coccus Ilicis, emittero che vive nella corteccia del Quercus coccifera)
- grana di Provenza (Rhamnus cathartica (frangola) e Rhamnus infectoria)
- lacca 	cocciniglia, verzino e robbia)
- gruma di botte (anche detto 'tartaro')
- scotano o sommacco (Rhus coriaria o Rhus acutifolia, anche il R. cotinus)
- vallonea o valonia (cupole del Quercus Aegylops)
- robbia (Rubia tinctorum)
- bralia o braglia (Genista tinctoria)
- gualda o quirica (Reseda luteola: bietola gialla, guaderella, erba gialla)
- seretta o ceretta (Serratula tinctoria (nella medicina popolare usata come vulneraria)
- nebbio (Sambucus ebulus: i frutti del S. nigra venivano usati per intensificare il colore del vino)
- dissaco (Dipsacum fullonum o Virga pastoris: i capolini erano usati per cardare i panni)[6]